# Kazandibi
Il Kazandibi è un dessert della cucina turca molto simile al tavukgöğsü. Esso fu sviluppato nelle cucine del palazzo ottomano ed è uno dei dolci turchi più popolari oggi.
"Kazan dibi" significa, in lingua turca, il fondo della pentola. Normalmente il kazandibi si fa cucinando sino a caramellizzare un lato del tavukgöğsü, o sul fondo della pentola o con un altro metodo. Una variante del kazandibi usa invece il muhallebi.